# Барбара Мъч
Барбара Мъч (на английски: Barbara Mutch) е южноафриканско-британска писателка на бестселъри в жанра съвременен роман.

## Биография и творчество
Барбара Мъч е родена през август 1955 г. в Порт Елизабет, Южна Африка. Внучка е на ирландски имигранти, които се заселват в Централен Кару в началото на 1900 г. Учи в Дърбан и Порт Елизабет, и завършва с магистърска степен по фармация университет „Родс“ в Източен Кейп, в разгара на апартейда. Омъжена е за физика Лори Мъч и има двама сина.
Работи като консултант по стартирането и управлението на различни предприятия в Южна Африка и Великобритания. Партньор е в управлението на консултантска фирма със съпруга си от 1999 г. В периода 2006 – 2008 г. е директор на консултантската компания „Натрацин“.
Първият ѝ роман „Дъщерята на слугинята“ издава самостоятелно през 2011 г. и на писателска конференция през същата година се свързва с издател. Книгата разказва за близкото приятелство между бяла жена – Катлийн Харингтън и дъщерята на черната прислужница – Ада, история за любовта, надеждата и изкуплението, на фона на пленителния пейзаж на Кару. Романът става бестселър и я прави известна.
Пише като колумнист в „Ю Ес Ей Тудей“ по въпросите за Южна Африка.
Барбара Мъч живее със семейството си в Съри в близост до Лондон, и в Кейптаун. Тя е добра пианистка и запален голфър.

## Произведения

### Самостоятелни романи
- The Housemaid's Daughter (2011) – издадена и като „Karoo plainsong“
Дъщерята на слугинята, изд.: ИК „Ентусиаст“, София (2015), прев. Мариана Христова
- The Girl from Simon's Bay (2017)